# 8294 Takayuki
8294 Takayuki eller 1992 UM3 är en asteroid i huvudbältet som upptäcktes den 26 oktober 1992 av de båda japanska astronomerna Kazuro Watanabe och Kin Endate vid Kitami-observatoriet. Den är uppkallad efter Takayuki Kawabata.
Asteroiden har en diameter på ungefär 15 kilometer och den tillhör asteroidgruppen Eos.